# SpaceX CRS-21
SpaceX CRS-21 (alternativně SpX-21, nebo jednoduše CRS-21) byla první misí lodi Dragon 2. Byla také první misí, která letěla v rámci programu CRS2, uzavřeného mezi společností SpaceX a NASA na zásobovací mise kosmické lodi Dragon 2 k Mezinárodní vesmírné stanici (ISS). Jedná se celkově o 23. let nákladní lodi Dragon. Statický zážeh před startem proběhl 3. 12. 2020 ve 14:40 SEČ.

## Dragon 2
SpaceX plánuje znovu použít Dragon 2 až pětkrát. Nová kosmická loď Dragon 2 může dopravit přibližně o 20 % větší objem nákladu než předchozí zásobovací lodě Dragon. Zatímco CRS-21 byl na standardní 30denní misi, nejnovější dokumenty naznačují, že počínaje CRS-23 se nákladní mise SpaceX začnou prodlužovat na 60 dní a více. Sarah Walker, ředitelka managementu misí Dragon ve SpaceX, uvedla, že „ Dragon 2 může zůstat na vesmírné stanici až 75 dní, což je více než dvakrát tak dlouho jako u kosmické lodi Dragon první generace“. S touto misí to bylo poprvé, co byly na ISS ukotveny dvě kapsle Dragon současně.

## Užitečné zatížení
Mise CRS-21 nese na ISS 2 972 kg nákladu.
- Vědecké experimenty: 953 kg
- Hardware vozidla: 317 kg
- Potřeby pro posádku: 364 kg
- Vybavení pro EVA: 120 kg
- Počítačové přístroje: 46 kg
- Ruský hardware: 24 kg
- Externí užitečné zatížení (Bishop): 1090 kg[4]

Mise CRS-21 dopravila z ISS na Zemi například tyto experimenty:
Cardinal Heart - experiment zaměřený na studium vlivu gravitace na kardiovaskulární buňky a tkáně.
Rodent Research-23 - experiment, v jehož rámci se na Zemi vrátili živí hlodavci.
Fiber Optic Production - umožnil vyrobit v prostředí mikrogravitace optická vlákna.
Bacterial Adhesion and Corrosion - experiment na identifikování bakteriálních genů.
Space Organogenesis - experiment Japonské kosmické agentury, který ukazuje 3D růst zárodků orgánů z lidských kmenových buněk.